# 久米宏のCAR TOUCH!!
久米宏のCAR TOUCH!!（くめひろしのカータッチ）は、USENが運営するインターネット動画配信サービス・GyaOで配信された、オフィス・トゥー・ワン制作の自動車番組である。

## 概要
前半は久米宏とカーデザイナーの荒川健の二人を中心に進行し、近年発売された新車を品評する。後半は各界で活躍するデザイナーの愛車を紹介し、デザイナーがその特徴ある愛車に込める思いを久米がインタビュー形式で聞き出す。
「CAR TOUCH」は「カタチ」から来たタイトルであり、そのタイトル通り他の自動車番組に比べ、カーデザインにより重点が置かれている。久米宏が自分で企画書を書いたもので（元々はテレビ朝日に提出したもの）、日本の自動車番組としては異端な存在である。ただし、通常の自動車番組同様、久米が実際にドライブして走りの特徴などをコメントするロードインプレッションもある。
番組更新は2006年7月で終了、配信も11月末で一旦終了したが、反響が大きかったため、2007年6月末まで放送回が継続配信された（現在は終了している）。また、久米宏はプライベートサイトにて「CAR TOUCH速報」のタイトルで、現在も独自に自動車寸評を続けている。

## 紹介された車
| 回     | 品評する新車               | デザイナーの愛車                                               |
| ------ | -------------------------- | -------------------------------------------------------------- |
| 第1回  | マツダ・ロードスター       | シトロエン・CX （多摩美術大学教授・武正秀治）                  |
| 第2回  | BMW・Z4                    | シボレー・インパラ （建築家・前田紀貞）                        |
| 第3回  | ホンダ・シビック           | シトロエン・エグザンティア （建築家・田島則行）                |
| 第4回  | シトロエン・C4             | アウディ・A6・アバント （グラフィックデザイナー・佐藤卓）      |
| 第5回  | レクサス GS430             | ランボルギーニ・カウンタック （CGデザイナー・小畑正好）        |
| 第6回  | メルセデス・ベンツ・S350   | アウディ・A6セダン （建築家・山本理顕）                        |
| 第7回  | 三菱・i                    | ポルシェ・ボクスター （グラフィックデザイナー・宮宇地美香）    |
| 第8回  | プジョー・1007             | アウディ・A2 （グラフィックデザイナー・グエナエル・ニコラ）    |
| 第9回  | 日産・ブルーバードシルフィ | メルセデス・ベンツ・SL500 （プロダクトデザイナー・井上頌夫）   |
| 第10回 | アルファロメオ・147        | デロリアン・DMC-12 （CGデザイナー・佐野和信）                  |
| 第11回 | キャディラック・STS        | ポルシェ・カイエン （建築家・大江匡）                          |
| 第12回 | ジャガー・XJ               | メルセデス・ベンツ・Gクラス （インテリアデザイナー・吉岡徳仁） |